# Hajnalka Kiraly
Hajnalka Kiraly, née le 2 mars 1971 à Veszprém en Hongrie, est une escrimeuse hongroise puis française, pratiquant l'épée.

## Biographie
Hongroise d'origine, cette épéiste qui a été quatre fois championne du monde par équipes avec la Hongrie a acquis la nationalité française après son mariage en juillet 2002 avec l'ancien champion olympique par équipes en 1980 et entraîneur Patrick Picot. Elle choisit alors de tirer pour son nouveau pays, sa non-sélection pour les championnats du monde de Nîmes, malgré sa 3e place en Coupe du monde, et le fait qu'elle n'ait pas tiré en finale des mondiaux 2002 n'étant pas pour rien dans sa décision. Elle effectue même sa première sortie avec sa nouvelle équipe en 2003 en Hongrie à Budapest.
Sous ses nouvelles couleurs, elle obtient une médaille de bronze par équipe aux Jeux olympiques de 2004 à Athènes avant d'obtenir un nouveau sacre mondial par équipes lors des championnats du monde d'escrime 2005, suivi d'un titre identique lors des championnats du monde d'escrime à Pékin, le 19 avril 2008.
En 2010 elle divorce de P.Picot avant les championnats du monde de Paris qui auront lieu en novembre 
- Honved Budapest
- Club Sportif de la Garnison de Rennes
- Racing Club de France

## Palmarès
- Jeux olympiques d'été
  -  Médaille de bronze par équipes aux Jeux olympiques de 2004 à Athènes avec la France

- Championnats du monde d'escrime
  -  Médaille d'or par équipes en 1993, 1995, 1997 et 2002 avec la Hongrie
  -  Médaille d'or par équipes en 2005, 2007 et 2008 avec la France
  -  Médaille d'argent en 1994
  -  Médaille d'argent par équipe en 2006 avec la France

- Championnats d'Europe d'escrime
  -  Médaille d'or par équipes en 2001, 2002
  -  Médaille d'argent par équipes en 2000
  -  Médaille de bronze en individuelle en 1996, 2000, 2001
  -  Médaille de bronze par équipe en 2007

- autres
  - 3e en Coupe du monde en 2001, 2003

## Distinctions
- Chevalier de l'ordre national du Mérite (décret du 24 septembre 2004)